# آلپوجاراس

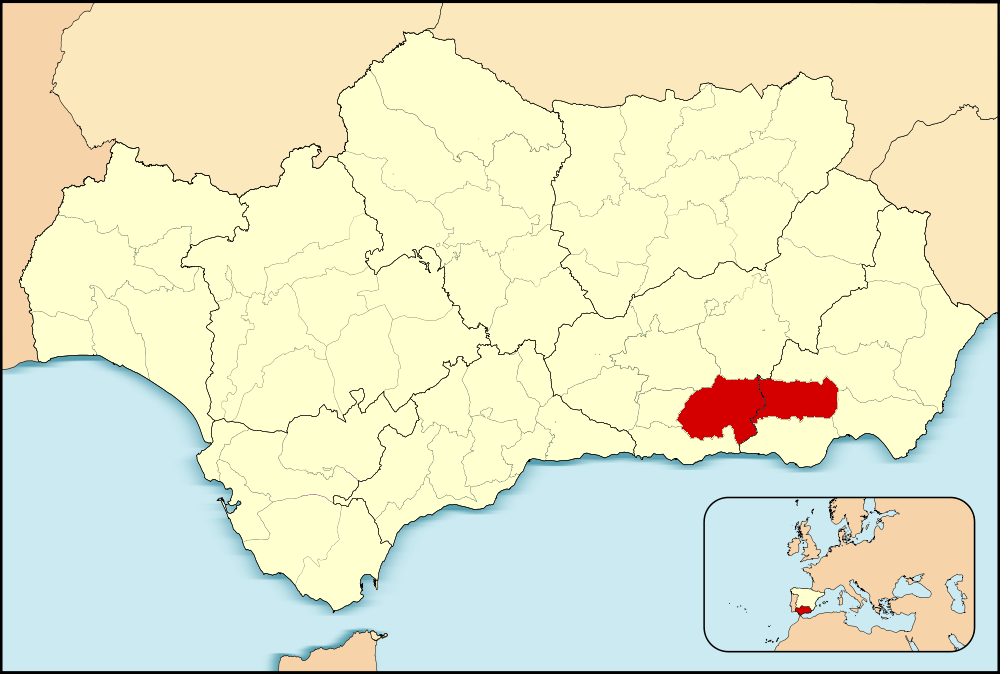

آلپوجاراس (البَشَرَات) یک منطقه طبیعی و تاریخی در اندلس، اسپانیا، در دامنه‌های جنوبی سیرا نوادا (اسپانیا) و دره مجاور آن است.